# Volcsihai járás
A Volcsihai járás (oroszul Волчихинский район) Oroszország egyik járása az Altaji határterületen. Székhelye Volcsiha.

A Volcsihai járás az Altaji határterületen

## Népesség
- 1989-ben 22 034 lakosa volt.
- 2002-ben 22 345 lakosa volt, melyből 20 290 orosz, 1 115 német, 439 ukrán, 165 kazah, 72 azeri, 51 fehérorosz, 42 tatár, 23 örmény stb.
- 2010-ben 19 703 lakosa volt.